# Too Young to Grow Old
"Too Young to Grow Old'"(중국어: 再见十八班)는 2025년 1월 22일 중국의 iQIYI(아이치이)에서 시작된 중국 드라마 시리즈이다. 이 시리즈는 주로 선전시(심천)에 있는 심천외국어학교 룽강지점(深圳外国语学校龙岗分校)을 배경으로 한다.

## 줄거리
한 때 비행 청소년이었던 송천(Song Chen)은 고등학교 시절, 멘토에게 영감을 받아 교사가 되어 힘든 학생들의 운명을 바꾸어 주기로 결심한다. 그러나 인턴십 동안 뜻밖에도 최상위 학생들로 가득 찬 1반의 담임 선생님으로 배정된다.
한편, 그의 멘토의 딸인 탄슈통(Tan Shu Tong)은 성격이 급하고 뛰어난 성적을 가진 인물이지만, 교사들에 대한 깊은 반감을 가지고 있다. 취업에 실패한 후 마지못해 다시 고등학교로 돌아온 그녀는 성적이 낮은 학생들로 구성된 18반의 담임 선생님이 된다.

## 출연진
- Yi Da Qian - Song Chen 역
- Deng Meng - Tan Shu Tong 역
- Xiong Jing Wen - Qin Miao Miao 역
- Wu Chong Xuan - Chen Jia Wei 역
- Chen Ming Hao - Lin Hao Ran 역
- Zhu Ran - Jing Xuan 역
- Bai Yu Fei - Wu Di 역
- Lin Chen han - Zhong Wan Zhen 역
- Lu Zhan Xiang - Ren Yi 역[2][3]

## 음악
Fansheng Gao는 이 드라마 시리즈의 음악 프로듀서이자 메인 작곡가이다.